# Sonya Cassidy
Sonya Cassidy (5 maart 1987, Bristol) is een Britse actrice.

## Carrière
Cassidy begon in 2009 met acteren in de televisieserie Doctors, waarna zij nog meerdere rollen speelde in televisieseries en films. Zij speelde in onder andere The Paradise (2012-2013), Vera (2012-2013) en Survivor (2015).

## Filmografie

### Films
Uitgezonderd korte films.
- 2015 Survivor - als Helen
- 2014 Breaking the Bank - als Annabel
- 2013 The Fifth Estate - als secretaresse van Alan

### Televisieseries
| Jaar      | Naam serie                | Rol                         | Opmerking                                 |
| --------- | ------------------------- | --------------------------- | ----------------------------------------- |
| 2009      | Doctors                   | Ellen Harkness              | Aflevering: "A Bit of What You Fancy"     |
| 2009      | Lewis                     | Alison                      | Aflevering: "The Quality of Mercy"        |
| 2009      | The Tudors                | Christine, Duchess of Milan | Aflevering: "Search for a New Queen"      |
| 2010      | Midsomer Murders          | Beatrice Daniels            | Aflevering: "The Made-to-Measure Murders" |
| 2012–2013 | The Paradise              | Clara                       | Hoofdrol                                  |
| 2012–2014 | Vera                      | Celine Ashworth             | Terugkerend personage, 8 Afleveringen     |
| 2013      | Endeavour                 | Joyce Morse                 | Aflevering: "Home"                        |
| 2014      | The Great Fire            | Catherine of Braganza       | TV miniseries                             |
| 2015      | Olympus                   | Oracle                      | Hoofdrol                                  |
| 2016      | Ripper Street             | Leda Starling               | Aflevering: "Some Conscience Lost"        |
| 2016      | The Rebel                 | Verity                      | Aflevering: "Charity"                     |
| 2016      | Humans                    | Hester                      | Terugkerend personage, 8 Afleveringen     |
| 2018      | The Woman in White        | Countess Fosco              | Hoofdrol                                  |
| 2018–2019 | Lodge 49                  | Liz Dudley                  | Hoofdrol                                  |
| 2020      | Soulmates                 | Allison                     | Aflevering: "The Lovers"                  |
| 2022      | The Last Kingdom          | Eadgifu                     | Hoofdrol (season 5)                       |
| 2022      | The Man Who Fell to Earth | Edie Flood                  | Hoofdrol                                  |
| 2023      | The Hunt For Raoul Moat   | Diane Barnwell              | TV series                                 |
| 2025      | Reacher                   | Special Agent Susan Duffy   | TV series                                 |

Uitgezonderd eenmalige gastrollen.
- Library of Congress Control Number: no2017138654
- Virtual International Authority File: 20150939948426600607
- WorldCat: E39PBJdgWTtg4K3K6Q96Jcrcyd